# Trío Terrible (cómic)
Para el grupo de DC Comics del mismo nombre, consulte Trío Terrible.
El Trío Terrible es un equipo de supervillanos que aparece en los cómics estadounidenses publicados por Marvel Comics.

## Historial de publicaciones
Creados por Stan Lee y Jack Kirby, aparecieron por primera vez en Fantastic Four #23 (1964). Hicieron varias apariciones en la década de 1960 y luego una aparición a finales de la década de 1970 en Marvel Two-in-One #60.

## Historia del equipo ficticio
Bull Brogin, el "guapo" Harry Phillips y Yogi Dakor fueron tres criminales profesionales reunidos por el Doctor Doom para ayudarlo a destruir a Los 4 Fantásticos. Él paga su fianza utilizando un robot y les otorga a cada uno superpoderes, multiplicando sus habilidades naturales por una docena. El trío captura a los 4 Fantásticos, Phillips rastrea a la Chica Invisible y la gasea, Dakor finge estar entregando un auto a la Antorcha de manos de un maharajá, pero revela que es a prueba de fuego cuando lo atrapa dentro y lo llena de gasolina, y Bull usa una pistola de rayos cósmicos de Doom para convertir brevemente la Cosa en Ben Grimm y dejarlo inconsciente. Doom captura al Sr. Fantástico usando un robot Cosa que lo ayuda a encarcelar al Sr. Fantástico en una caja de vidrio. Doom envía al Trío a otra dimensión hasta que vuelve a necesitar sus servicios. Los Cuatro Fantásticos, sin embargo, derrotaron a Doom, enviándolo al espacio, y el trío fue devuelto a la Tierra cuando el poder necesario para mantenerlos disminuyó.
El trío se enfrentó a la Antorcha Humana dos veces después de eso. Las dos veces lo capturaron pero logró escapar, la primera vez lo agarraron con un lazo de amianto y lo dejaron en el tráiler ignífugo de Yogi, pero generó tanto humo que vinieron los bomberos y lo liberaron, tras lo cual volvió a su casa y derrotó al Trío, que estaba esperando a la Chica Invisible, y cuando Harry intentó escapar en el auto de la Antorcha, fue capturado. La segunda vez que fueron derrotados con la ayuda de la Cosa después de que la Antorcha fuera noqueado y abandonado en las vías del tren, la Cosa derribó el tren con sus piernas y derrotó al Trío desprevenido, que planeaba atacar al Sr. Fantástico. Luego los ataron y los llevaron de nuevo a prisión.
Luego, el trío pasó la mayor parte de una década en prisión antes de que Dakor obtuviera la capacidad de proyectar sus mentes en objetos inanimados. Ellos poseían las estatuas de Alicia Masters y lucharon contra la Cosa, quien inicialmente no estaba dispuesto a dañar las estatuas hasta que Alicia le dijo que estaba bien, quien los derrotó con la ayuda del Hombre Imposible.
Años más tarde y aliados con terroristas de Latveria, el Trío Terrible fue detenido por los Thunderbolts durante un negocio de armas. El trío fue brutalmente golpeado por Penance, miembro de Thunderbolt, y arrestado por violar la Ley de Registro de Superhumanos.

## Poderes y habilidades
Cada miembro del Trío Terrible tiene diferentes poderes:
- Brogin tiene una fuerza doce veces mayor que la de un hombre normal.
- Phillips ha aumentado la audición.
- Dakor es completamente incombustible y tiene otras habilidades menores. A veces viaja en una alfombra voladora mecánica. En una historia muestra habilidad para conducir serpientes. Más tarde, Dakor desarrolla la capacidad de poseer objetos inanimados, un poder que puede compartir con Brogin y Phillips.

El trío emplea una manta de amianto y una cuerda contra la Antorcha Humana.